# Жаловага, Анатолий Григорьевич
Анатолий Жаловага (13 марта 1980, Дубляны — 20 февраля 2014, Киев) — Герой Украины, активист Евромайдана. Погиб на улице Институтской в центре Киева от пули снайпера 20 февраля 2014 года. Профессиональный гандболист. Герой Украины (2014, посмертно).

## Биография
Закончил Львовское училище физической культуры, Львовский государственный университет физической культуры, специальность — гандбол. Кандидат в мастера спорта. Работал строителем. Проживал в городе Дубляны Львовской области.
Работал на строительстве, на ремонтных работах на Украине и за рубежом. На Майдане в четверг в 10.00 был убит снайпером пулей в голову. Пуля полностью раздробила её, смерть наступила сразу. 20 февраля тело принесли на подворье Михайловского монастыря.

## Память
Прощание состоялось 22.02 в 12:00 в городском совете Дублян. Похороны состоялись в тот же день.

### Награды
- Звание Герой Украины с вручением ордена «Золотая Звезда» (21 ноября 2014, посмертно) — за гражданское мужество, патриотизм, героическое отстаивание конституционных принципов демократии, прав и свобод человека, самоотверженное служение Украинскому народу, обнаруженные во время Революции достоинства[1].
- Медаль «За жертвенность и любовь к Украине» (УПЦ КП, июнь 2015) (посмертно)[2].